# Нюанс, светлосянка и тон на цвета
Нюансът, в теорията на цветовете, е смес от цвят с бяло, което увеличава светлотата, докато светлосянката е смес с черно, което увеличава тъмнината. И двата процеса влияят на относителната наситеност на получената цветна смес.
Тонът на цвета се получава или чрез смесване на цвят със сиво, или чрез нюансиране и засенчване. Смесването на цвят с който и да е неутрален цвят (включително черно, сиво и бяло) намалява наситеността или цветовете, докато нюансът (относителната смес от червено, зелено, синьо и т.н., в зависимост от цветовото пространство) остава непроменен.
В популярния език терминът светлосянка може да се обобщи, за да обхване всякакви разновидности на определен цвят, независимо дали технически са нюанси, светлосенки или тонове на цвета. Междувременно, терминът нюанс може да се обобщи, за да се отнася до всяка по-светла или по-тъмна вариация на цвят (напр. „тонирани прозорци“ или „Тониране на фотоснимки“).